# Antoninus (Vorname)
Antoninus ist ein männlicher Vorname.

## Herkunft und Bedeutung
Bei Antoninus handelt es sich um ein Cognomen, das vom Gentilnamen Antonius abgeleitet wird.
→ Siehe auch: Anton (Vorname)

## Varianten

### Männliche Varianten
- Französisch: Antonin
- Italienisch: Antonino
  - Diminutiv: Nino
- Tschechisch: Antonín

### Weibliche Varianten
- Belarussisch: Антаніна Antanina
  - Diminutiv: Ніна Nina
- Bulgarisch: Антонина Antonina
  - Diminutiv: Нина Nina
- Italienisch: Antonina
  - Diminutiv: Nina
- Lettisch: Antoņina
  - Diminutiv: Ņina
- Litauisch: Antanina
  - Diminutiv: Nina
- Polnisch: Antonina
  - Diminutiv: Nina, Tola, Tosia
- Russisch: Антонина Antonina
  - Diminutiv: Нина Nina, Ниночка Ninochka, Тоня Tonja
- Ukrainisch: Антоніна Antonina
  - Diminutiv: Ніна Nina

## Namenstag
Der Namenstag von Antoninus wird nach Antoninus Pierozzi am 2. Mai gefeiert.

## Namensträger
- Antoninus (Heiliger) († 186), Märtyrer und Heiliger
- Antoninus Liberalis (2. Jahrhundert), griechischer Schriftsteller und Mythograph
- Antoninus von Piacenza (um 300), Stadtheiliger von Piacenza
- Antoninus von Sorrent († um 830), auch Antoninus der Abt, heiliger Benediktinerabt
- Antoninus von Florenz (1389–1459), dominikanischer Theologe, Prior von San Marco, Erzbischof von Florenz
- Antoninus von Pamiers, Heiliger der Katholischen Kirche